# بلاك كات
بلاك كات (بالإنجليزية: BLACK CAT)‏ (باليابانية: ブラックキャット، بالروماجي: Burakku Kyatto)، هي سلسلة أنمي ومانغا يابانية من تأليف وتصميم كنتارو يابوكي تصدر المانغا في مجلة شونن جمب وتقوم بإنتاج الأنيمي إستديو جونزو.

## القصة
-كورنوس- منظمة تقوم بالقضاء على المجرمين، تمتلك العديد من السفاحين من بينها بطل الأنمي الذي يدعى ترين هارتند (القط الأسود),
يعتبر ترين من أخطر عناصر هذه المنظمة وهو يحمل رقم ثلاثة عشر -13-, وقد منحته هذه المنظمة سلاحا. ما يميز ترين هو شخصيته المرحه واللامبالية، وحبه للحرية. كان من أعز أصدقائه -سايا- كانت أقرب الناس إلى ترين، يلتقيان في كل ليلة على إحدى السطوح. علمت ترين معنى الحرية وروعتها.
و بعد أن التقى سايا قرر ترين أن يترك كورنوس، والعيش حراً طليقا، لكن كورنوس نفسها قاتلــتــه، ومنعته من أن يترك المنظمة لكن ترين رفض العيش ينفذ ما يأمره به سيده! وهزمها. وفي الوقت نفسه أراد أحد أعضاء المنظمة -غريد دسكنز- أن ينضم له ترين ليساعده على تحقيق أهدافه الشريرة، كان غريد مهووساً بترين ولا يريد لأي أحد أن يتقرب إليه، فلاحظ أنه أصبح صديقا لـ-سايا- وقرر قتلها!
و في إحدى الليال اتفقت سايا مع ترين أن يحضرا معا إحدى المهرجانات وأن يشاهدا الألعاب النارية التي تنطلق في نهايته. كانت هذه فرصة غريد لقتل سايا. وفي اليوم التالي ابتدأ المهرجان وحضرت سايا وقد تسلت بعدة أشياء إلى حين وصول ترين، لكن غريد وصل قبله! وبدأ يغرس سيفه في أماكن من جسدها حتى أصبحت عاجزة عن الحركة، وفي ذلك الوقت وصل ترين ورأى سايا ملقاة على الأرض مضرجة بدمائها وغريد أمامها مبتسم، دهش ترين ووجه ضربة إلى غريد إعاقته، أمسك بيد سايا وتحدث إليها ورجاها أن تصمد، وبدأت الألعاب النارية تنطلق، فسمع ترين آخر كلمات سايا وهي: «الألعاب النارية جميلةٌ أليس كذلك», غضب ترين غضبا شديدا وقرر الانتقام لها.
وبعد أسبوع يلتقي بـ ايف -وهي سلاح تورينو الحيوي- وسفين بورفيدو -صائد مكافآت-, وتحدث معهم العديد من المغامرات المثيرة.

## الشخصيات الرئيسية
ترين هارتنت (باليابانية: トレイン ハートネット، بالروماجي: Torein Hātonetto)، الأداء الصوتي: تاكاشي كوندو، الأداء الصوتي العربي: زياد الرفاعي «عمره الحالي»، مينامي تاكاياما «أيام الطفولة» (الياباني)، جيسون ليبريت «عمره الحالي»، لوسي كريستيان «أيام الطفولة» (الإنجليزي).
اللقب: القط الأسود
الرقم: 13 وهو موجود قريباً من نحره باللاتيني XIII
سلاحه: مسدس منظمة كرونوس.
نبذة عنه: قاتل يعمل بأوامر منظمة كرونوس ويغتال الأشخاص المعروفين بفسادهم وتهديدهم لأمن وسلام البلد.
كريد دسكنث (باليابانية: クリード ディスケンス، بالروماجي: Kurīdo Disukensu)، الأداء الصوتي: شينيتشيرو ميكي (الياباني)، قاسم ملحو (العربي).
سلاحه: السيف الشفاف أو الغير مرئي
نبذه عنه: قاتل يعمل لدى منظمة كرونوس وهو زميل ترين، وهو شخص مجنون ومهووس به، وهو من أشد معجبيه ويحبه كثيراً ولا يرضى أن يتفوه أحد بكلمةٍ على قدوته.
سفين فولفيد (باليابانية: スヴェン ボルフィード، بالروماجي: Suven Borufīdo)، الأداء الصوتي: كيجي فجيوارا (الياباني)، مروان فرحات (العربي).
اللقب: الرجل النبيل.
الأسلحة: الحقيبة، العين اليمنى حيث يستطيع أن يرى من خلالها ما سيحصل للشخص بعد خمس دقائق.
نبذة عنه: صائد جوائز كان يعمل في المباحث الفيدراليه وتركها بعد مقتل صديقه العزيز.ساعد ترين من الحريق الذي نشب في الميناء، وهو لا يعلم عن قصة ترين وسايا، وذلك لأن ترين لم يخبره بما جرى في الميناء.
سفين شخصية كوميديه رائعة؛ فهو شخص مرح للغاية ولطيف.
وتستطيع أن تقول بأنه هو أحد الشخصيات الأساسية أو البطل الثاني للقصة.
إيف (باليابانية: イヴ، بالروماجي: Ivu)، الأداء الصوتي: ميساتو فكوين (الياباني)، آمنة عمر (العربي).
اللقب: الأميرة.
الأسلحة: آلات نانو بحيث تستطيع أن تحول شعرها لسيف أو مطرقه على سبيل المثال.
نبذة عنها: طفلة هادئه جداً وهي نتاج لتجربة في جيناتها حيث تم دمج آلات نانو في جيناتها وقام بإستغلالها أحد رجال العصابات الأغنياء لمصلحته حيث أنها تعتبر سلاحاً فتاكاً.
يحاول سفين إنقاذها ولكنها أيضاً هدف لترين الذي سيحاول قتلها لكنه يتركها في النهاية ويعصي منظمته
أيضاً هي أنقذت ترين مع سفين من حريق الميناء.
رينيسلت ووكر (باليابانية: リンスレット ウォーカー، بالروماجي: Rinsuretto Uōkā)، الأداء الصوتي: يوكانا (الياباني)، جامي مارتشي (الإنجليزي).
الوظيفة: النصب والاحتيال.
الأسلحة: التنكر.
نبذة عنها: فتاة مرحه ولكنها سارقه وتحتال على الكثير تحاول في البداية الاحتيال على سفين لكنه اكتشف أمرها.
ولكن هي أيضاً كانت تريد انقاذ إيف من براثن استغلال العصابات.

## الممثلون
- زياد الرفاعي - ترين هارتنت والدكتور
- راميا الإبراهيم - رينسيلت وولكر
- قاسم ملحو - غريد
- آمنة عمر - إيف
- أسيمة يوسف - سايا وانيت وتياو
- سامر رضوان جينوس
- نضال حمادي ميسون
- آمال سعد الدين ليون واكيدونا وترين هارتنت وهو صغير
- عادل أبو حسون شارلدين
- هزار الحرك لين
- سمر كوكش كيوكو
- منصور أحمد مقدار
- لينا ضوا
و
- مروان فرحات - سفين
- يحيى الكفري ودناي وبيلز وايغور وبريتا
- محمد خرماشو
- أنجي اليوسف - سيفيريا

## المسلسل
يتكون مسلسل بلاك كات من 24 حلقة، أُنتجت من طرف إستديو جونزو عرض لأول مرة على قناة أنيماكس تم عرضه بين 6 أكتوبر 2005 إلى 30 مارس 2006. نال الأنمي على إعجاب الكثيرين؛ بسبب القصة الواقعية من نواحي عديدة من قاتل مأجور إلى شخص طيب بفضل فتاة رقيقة تدعى سايا.

## الدبلجة العربية
تمت دبلجته من قِبَل مركز الزهرة وعُرض على قناة سبيس باور في بداياتها في أبريل 2009. تم إنشاء أغنية جديدة من أداء رشا رزق والاستغناء عن عناوين الحلقات.

## أغنية الانمي
(النسخة العربية)
مع ضياء بدايتي ونهايتي مع الضياء

احسست به يقينا في قلبي كالبرق كالشعاع

هذه افاقي الواسعة سعة الحياة

حين اراها ببصيرتي اشعر بالثبات

خطاي طريقي اليكم اتيت الآن

ايماني حقيقي ولي عنوان 

ولهذا اعيش ابحث عن حريتي 

كطير بلا ريش اصير ان ضاقت مساحاتي

ولهذا اعيش ابحث عن حريتي 

كطير بلا ريش اصير ان ضاقت مساحاتي

## وصلات خارجية
- بلاك كات على موقع ANN manga (الإنجليزية)
- صفحة بلاك كات في موقع شبكة أخبار الأنيمي.